# 大阪戦争 (赤軍派)
大阪戦争（おおさかせんそう）は、1969年（昭和44年）9月22日に大阪府大阪市で発生した左翼暴動事件。

## 事件の概要
赤軍派は、1969年7月に発足すると十一月武装蜂起と臨時革命政府樹立を唱え、その前段として大阪戦争、東京戦争の遂行を各大学に呼び掛けた。大阪においては大阪府警察大阪市警察部管内（大阪市）の各警察署や交番に同時多発攻撃を敢行することで、警察力の分散を図り、その隙に釜ヶ崎のあいりん地区を解放区にして武装蜂起する革命計画を企てた。
この計画を事前に察知した警察は、1969年9月13日・17日・20日に家宅捜索を行い、赤軍派の計画は潰えたかにみえた。
しかし9月21日には京都大学封鎖解除に反対して、同大周辺で火炎瓶によるゲリラ活動を展開。さらに9月22日、赤軍派拠点校（桃山学院大学・大阪市立大学）から出撃し、阿倍野警察署管内の金塚派出所・旭町一丁目派出所・阪南北派出所に火炎瓶を投げつけ炎上させた。
警察は直ちに2人を現行犯逮捕し、その後、47人を検挙した。赤軍派の計画は不発に終わった。